# Gonsalvo Monroy
Gonsalvo Monroy, mort le 12 avril 1429 à Malte, est un noble castillan, qui fut le dernier marquis de Malte de 1425 à sa mort.

## Biographie
Gonsalvo Monroy est un valeureux capitaine de galère castillan. Pour le récompenser de ses services, le roi Alphonse V lui promet en 1420 la prochaine baronnie vacante et lui offre le château de Motta Sant'Anastasia en Sicile. Mais un accord secret lui permet de rentrer en possession de l'archipel maltais. En effet, en 1425, le marquis de Malte Antonio de Cardona lui revend l'archipel maltais pour la même somme de 30000 florins qu'il l'avait acquis cinq ans plus tôt. Monroy a la réputation d'être dur et cupide et c'est sans doute la raison de la double vente, afin que les Maltais ne s'opposent pas trop farouchement à leur nouveau seigneur.
Fidèle à la conduite de plupart des autres dirigeant féodaux maltais, il ne cherche qu'à tirer le maximum de revenu de l'archipel. Mais Monroy se fait particulièrement détesté des Maltais par son arrogance et sa cruauté.
Les premières années du pouvoir de Monroy sont mal connues. En 1423 une razzia musulmane dévaste les îles, emmenant de nombreux prisonniers comme esclaves, dont l'évêque de Malte. Le roi réplique en envoyant une escadre de galère attaquer Djerba et les Kerkennah mais la famine s'installe dans l'archipel. C'est sans doute ce qui motive les habitants de Gozo tout d'abord à se révolter contre leur seigneur en 1425. La révolte s'étend ensuite à l'île principale au cours de l'année suivante pour devenir l'Insurrection maltaise de 1425-1428.
Monroy ne parvient pas à calmer la rébellion. Il se retrouve assiégé avec son épouse dans son château de Birgu, le Castrum Maris. Quand Alphonse V en est informé, il s'étonne de ne pas avoir reçu de doléance de la part de la population. Il envoie les deux vice-rois de Sicile, Niccolò Speciale et Guglielmo di Montagnans, avec pour mission de trouver un gouverneur dans l'île afin de ramener le calme. Mais Guglielmo di Montagnans rapporte à la cour qu'il s'est fait insulter par des Maltais. Une force militaire et navale est alors rassemblée afin de mater la révolte par la force, libérer Monroy et punir les insurgés.

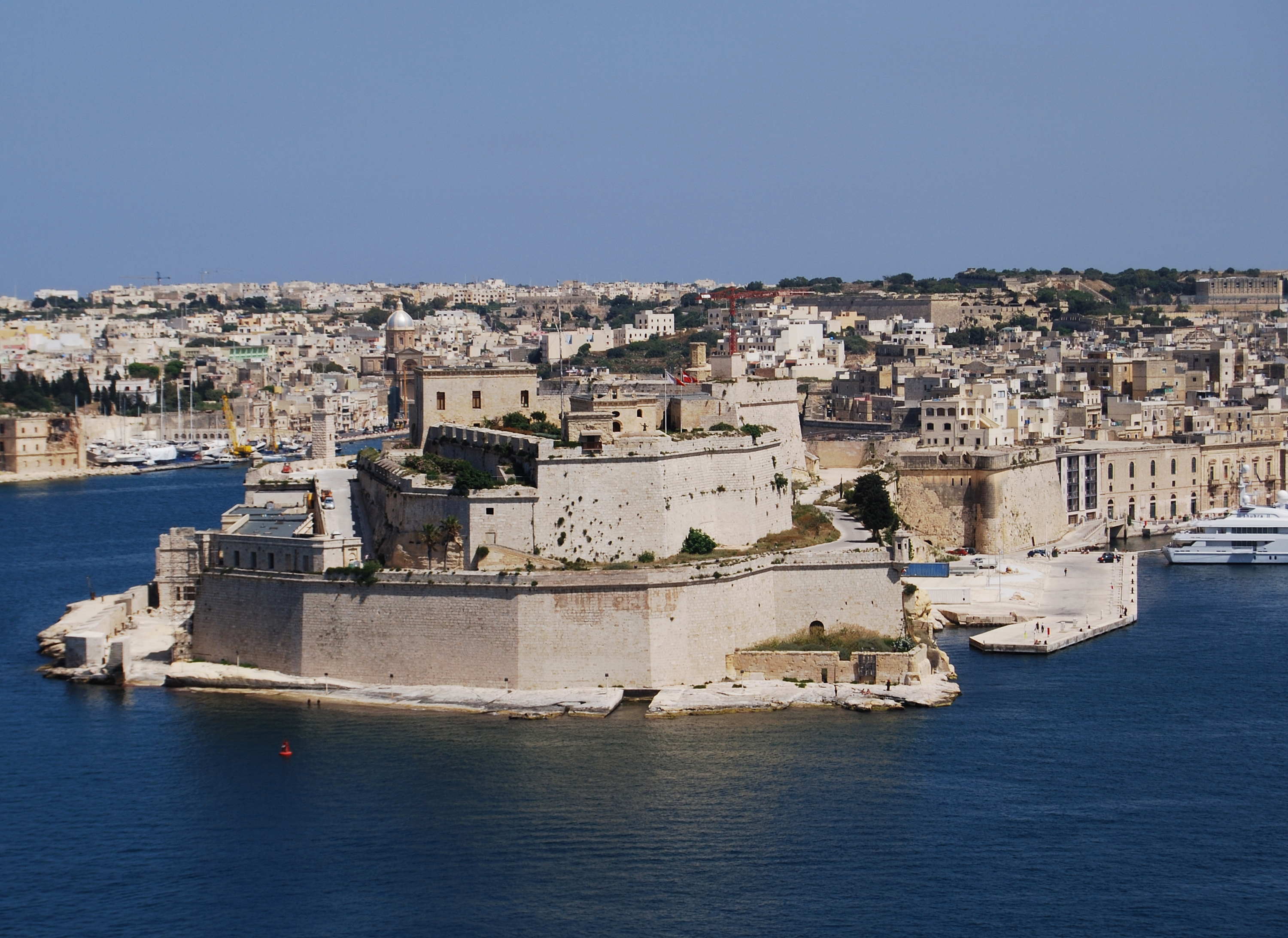
Fort Sant'Angelo (Castrum maris) à Birgu

Devant cette menace, deux prêtres maltais (Don Cataldo Cusburella et Don Gregorio di Bonello) sont envoyés par l'Università en ambassade pour assurer les vice-rois de Palerme de la soumission des sujets maltais. Mais les vice-rois jugent l'offense faite à leur personne trop grave pour se contenter de si peu. D'autres émissaires sont envoyés auprès de la cour royale. Ils plaident surtout le désespoir de la population et sa loyauté absolue à la couronne, mais le roi insiste que les îles appartiennent à Monroy. Cherchant une issue pacifique à la crise, les Maltais proposent alors de racheter eux-mêmes l'archipel à Monroy. Les tensions s'apaisent et l'expédition militaire est suspendue. 
Trouver 30.000 florins sur l'île en quelques mois est une tâche impossible. Et quand Niccolò Speciale vient récolter l'argent à la fin de l'année 1427, les Maltais sont loin du compte. Mais ils obtiennent un délai de paiement et surtout désormais l'appui des vice-rois contre Monroy. Un nouvel accord est finalement signé le 30 décembre 1427, les Maltais étant représentés par Antoni Desguanes et Antonio Bagnolo : 15.000 florins sont payés immédiatement à Constance Monroy, le Castrum Maris est remis à Antoni Desguanes où quatre otages maltais sont enfermés en attendant le paiement du solde restant de 15.000 florins payable en octobre 1428.
De lourdes taxes sont imposées à la population pour réunir la somme, en particulier à la communauté juive de Malte. Tous sont mis à contribution, y compris le clergé et les employés du Castrum Maris qui s'y refusaient. Les Maltais peinent à rassembler suffisamment de fonds. En octobre 1428, ils ne sont toujours qu'à 20.000 florins sur les 30.000 attendus. La situation va se débloquer de façon inattendue par un revirement de Gonsalvo Monroy. Ce dernier, mourant, pardonne leurs offenses aux Maltais, les exonère des 10.000 florins restant et pousse même la compassion jusqu'à rendre les 20.000 florins qu'il a déjà reçus, moitié pour le roi Alphonse V, moitié pour le reverser à la population maltaise. Monroy meurt le 12 avril 1429.